# Фаніполь
Фа́ніполь (біл. Фаніпаль) — місто в Білорусі, у Койдановському районі Мінської області. Розташоване за 24 км на південний захід від міста Мінськ, на однаковій відстані як від мінської кільцевої дороги, так і від міста Дзержинська — 13 км.

## Історія
- 1856: перші згадки. Вперше Фаніполь згадується згідно з документами Центрального державного історичного архіву Республіки Білорусь, як колишнє володіння поміщиків Енельфельдта і Богдашевская.
- 1870: відкритий залізничний зупинний пункт.
- 1871: відкрита станція Токарівка, названа на честь губернатора Мінської губернії А. Токарева — засновника залізниці Брест-Москва.
- 9 серпня 1876: залізнична станція стала називатися Фаніполь.
- 1965: Збудований в Фаніполі перший завод — це єдиний в Республіці Білорусь завод залізобетонних мостових конструкцій.
- 29 квітня 1984: надано статус міського селища.
- 22 червня 1999: стає містом районного підпорядкування.
- 2013: у Фаніполі відкритий завод компанії Stadler Rail для збирання рухомого складу, який постачався переважно до країн СНД. У листопаді 2019 року Азербайджанська залізниця замовила у «Stadler» чотири дизель-поїзди та шість електропоїздів Flirt, які збирали саме на білоруському заводі.
- 29 листопада 2022: швейцарська компанія Stadler Rail, через накладені санкції на Білорусь, у зв'язку підтримки російського вторгнення в Україну, перемістила виробництво поїздів Flirt, що будувалися для Азербайджанської залізниці, з заводу в білоруському Фаніполі до Седльце у Польщі. Після початку російського вторгнення в Україну «Укрзалізниця» закликала Stadler припинити діяльність в Росії та Білорусі[2].